# کلاج خوسه
کلاج خوسه نام روستایی از توابع بخش چهاردانگه شهرستان ساری در استان مازندران است.

## جمعیت
این روستا در دهستان گرماب قرار داشته و براساس آخرین سرشماری مرکز آمار ایران که در سال ۱۳۸۵ صورت گرفته، جمعیت آن ۱۹نفر (۵ خانوار) بوده است.